# Glauconomidae
Glauconomidae zijn een familie van tweekleppigen uit de orde Veneroida.

## Taxonomie
Het volgende geslacht is bij de familie ingedeeld:
- Glauconome Gray, 1828